# Vancouver (Washington)
Vancouver je grad u američkoj saveznoj državi Washington. Prema popisu stanovništva iz 2010. u njemu je živjelo 161.791 stanovnika.